# Liste der Monuments historiques in La Réole
Die Liste der Monuments historiques in La Réole führt die Monuments historiques in der französischen Gemeinde La Réole auf.

## Liste der Bauwerke
| Bezeichnung                                  | Beschreibung                       | Standort                         | Kennzeichnung | Schutzstatus | Datum | Bild           |
| -------------------------------------------- | ---------------------------------- | -------------------------------- | ------------- | ------------ | ----- | -------------- |
| Château des Quat’Sos                         | Schloss, erbaut im 12. Jahrhundert | (Lage)                           | PA00083694    | Classé       | 1947  | weitere Bilder |
| Kirche St-Pierre                             | Erbaut im 12. Jahrhundert          | (Lage)                           | PA00083695    | Classé       | 1846  | weitere Bilder |
| Stadtbefestigung                             | Mittelalter                        | (Lage)                           | PA00083696    | Classé       | 1886  |                |
| Ehemaliges Hôtel de Ville                    | Erbaut im Mittelalter              | (Lage)                           | PA00083697    | Classé       | 1913  | weitere Bilder |
| Hôtel de Briet                               | Erbaut im 17./18. Jahrhundert      | (Lage)                           | PA00083698    | Inscrit      | 1965  | weitere Bilder |
| Hôtel Peysseguin                             | Erbaut im Mittelalter              | 9, rue Peysseguin (Lage)         | PA33000162    | Inscrit      | 2012  | weitere Bilder |
| Haus Seguin                                  | Erbaut um 1200                     | 7, rue Maurice-Moussillac (Lage) | PA33000069    | Inscrit      | 2002  | weitere Bilder |
| Mittelalterliche Häuser                      |                                    | (Lage)                           | PA33000060    | Classé       | 2004  | weitere Bilder |
| Priorat                                      | Erbaut 1704                        | (Lage)                           | PA00083699    | Classé       | 2017  | weitere Bilder |
| Gallo-römische Siedlung                      |                                    | (Lage)                           | PA33000008    | Inscrit      | 1996  |                |
| Chocolaterie                                 |                                    | (Lage)                           | IA00136015    | Interesse    | 2020  |                |
| Tabakfabrik La Réole (Usine de tabac)        | 1907                               | (Lage)                           | IA00136016    | Interesse    | 2020  |                |
| Brasserie et malterie 1829; Erweiterung 1910 |                                    | (Lage)                           | IA00136034    | Interesse    | 2020  |                |
| Distillerie Laborde –1970                    | 1907                               | (Lage)                           | IA00136035    | Interesse    | 2020  |                |

## Liste der Objekte

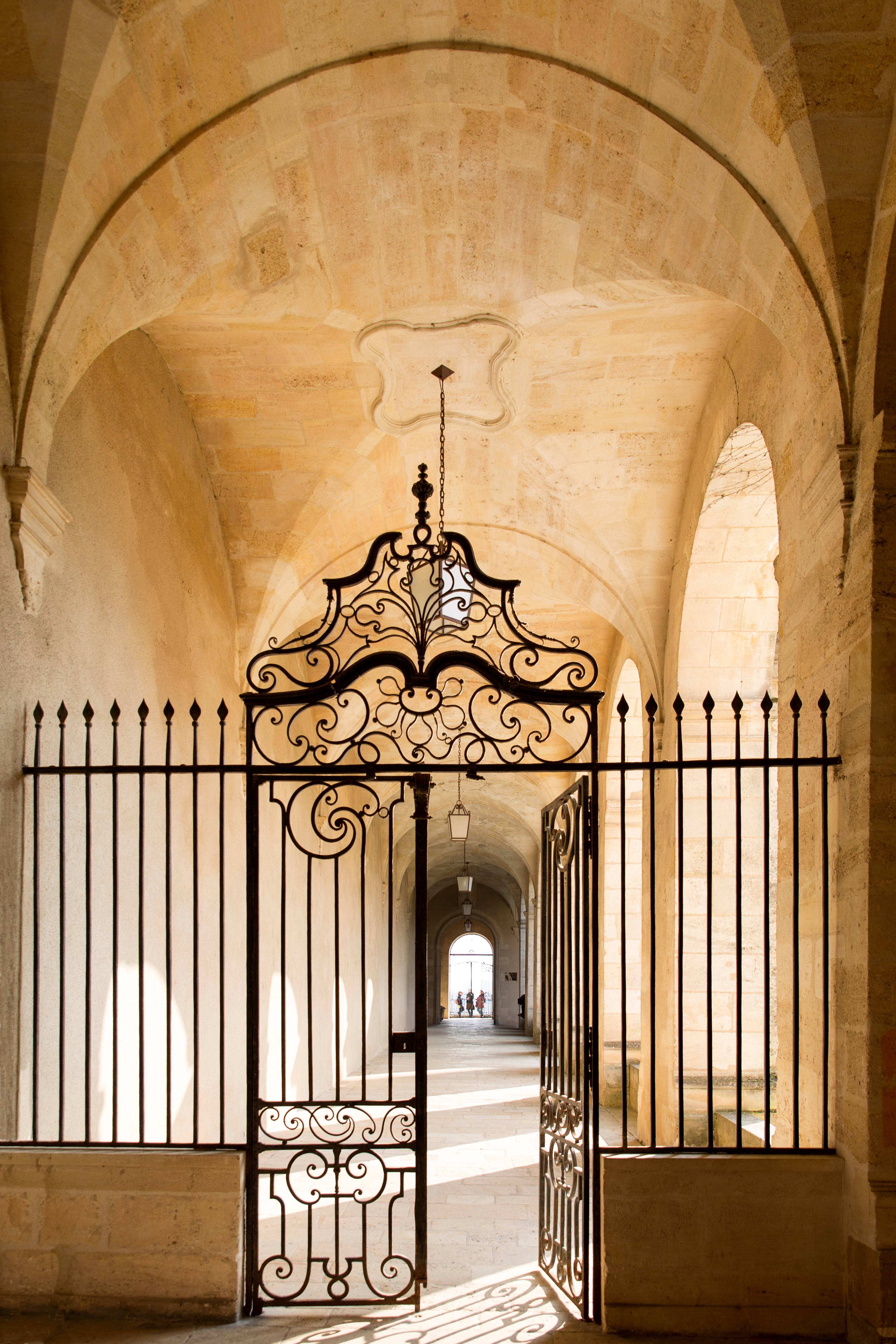
Eisengitter im ehemaligen Benediktinerpriorat

- Monuments historiques (Objekte) in La Réole in der Base Palissy des französischen Kultusministeriums

Siehe auch: Eisengitter (Benediktinerpriorat La Réole)